# József Engel

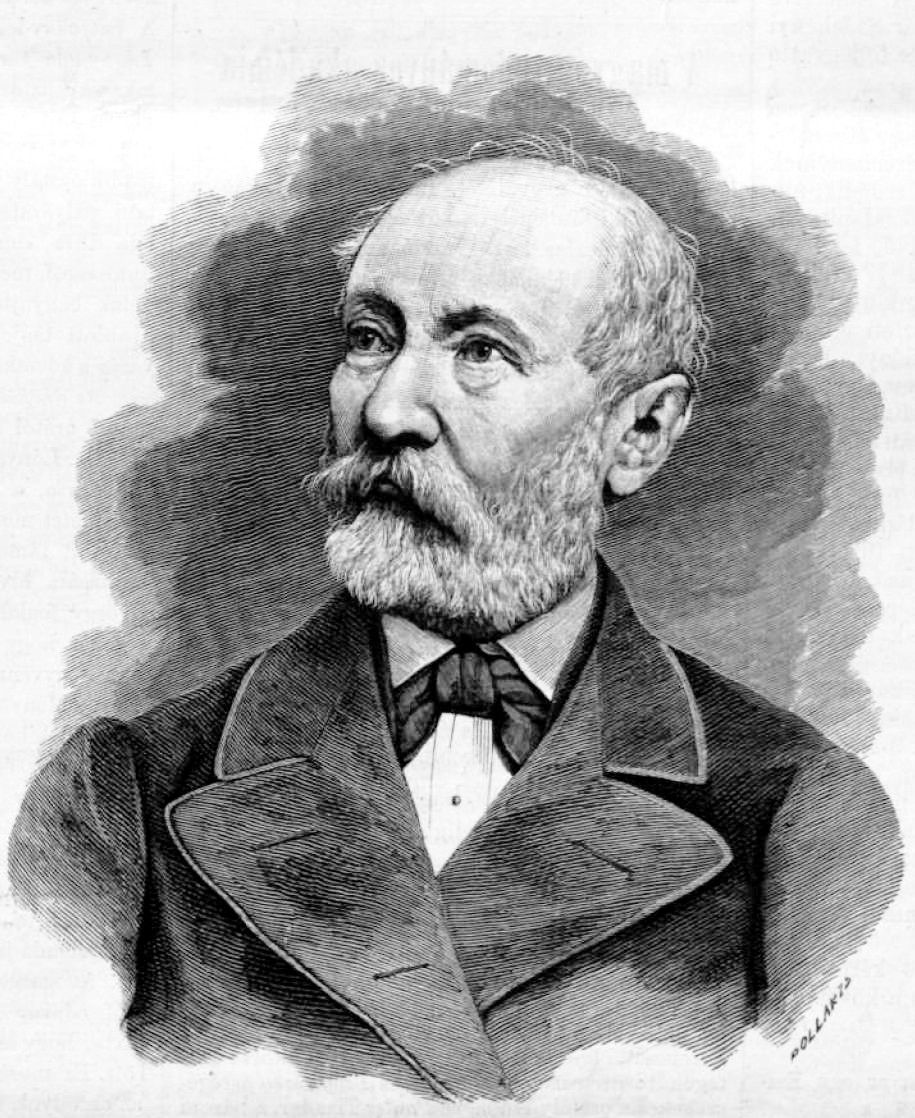
József Engel

József Engel (* 26. Oktober 1811 oder 1815 in Sátoraljaújhely; † 30. Mai 1901 in Budapest) war ein ungarischer Bildhauer.

## Leben
József Engel war zunächst Talmud-Schüler in Bratislava. In dieser Zeit fertigte er Schnitzereien, mit denen er so viel Aufmerksamkeit erregte, dass ihm ein Studium an der Wiener Akademie der bildenden Künste angeboten wurde. Nach dem Willen seines orthodoxen Vaters, dem die künstlerische Ausbildung seines Sohnes aus religiösen Gründen missfiel, musste er die Ausbildung jedoch wieder abbrechen und nach Bratislava zurückkehren, wo er mit dem Drechseln von Pfeifenköpfen seinen Lebensunterhalt bestritt. Nach dem Tod des Vaters nahm József Engel sein Studium in Wien wieder auf und war von 1832 bis 1838 Schüler von Johann Nepomuk Schaller. 1836 verlieh ihm die Akademie einen Preis für einen Juno- und 1838 für einen Apollo-Kopf. Nach der Ausbildung ging Engel auf Wanderschaft, die ihn durch Deutschland, nach Paris und London führte. In der britischen Hauptstadt wurde der ungarische Botschafter Paul Fürst Eszterházy auf seinen Landsmann aufmerksam und ermöglichte dem begabten Künstler den Besuch der Royal Academy of Arts. Mit der Gruppe Amazonenkampf erregte Engel bei Queen Victoria Aufmerksamkeit. Von ihr erhielt er den Auftrag Bildnisse des Königspaares zu schaffen. Ein vom englischen Königshaus vergebenes Stipendium ermöglichte József Engel den Aufenthalt in Rom, wo er von 1847 bis 1866 lebte und arbeitete. In Italien führte er den Amazonenkampf in Stein aus und zeigte ihn 1851 auf der Londoner Akademieausstellung. 1859 besuchte der preußische König Friedrich Wilhelm IV. das Atelier Engels in Rom und bestellte bei ihm einige Skulpturen, unter anderem die Marmorfigur Mädchen mit Tauben für die Ausstattung des neu erbauten Potsdamer Orangerieschlosses.
1865 gewann József Engel den Wettbewerb für ein Denkmal zur Erinnerung an den ungarischen Staatsreformer István Graf Széchenyi. Um den Auftrag vor Ort ausführen zu können, zog er 1866 nach Budapest. Die Arbeit an dem Projekt verzögerte sich jedoch, weil das Tonmodell für die Statue 1869 zusammenbrach und neu modelliert werden musste. Im Auftrag der ungarischen Regierung fertigte er zudem Büsten der österreichischen Kaiserin Maria Theresia und dem ungarischen König Matthias, für das Ungarische Nationalmuseum in Budapest. 1873 zeigte er auf der Weltausstellung in Wien sechs Skulpturen, von denen die Figur Eva mit der Goldmedaille ausgezeichnet wurde. Büsten der Schauspieler Kálmán Szerdahelyi und Frau Kántor entstanden 1877 für das Nationaltheater. 1880 war das Széchenyi-Denkmal fertiggestellt und konnte am 23. Mai vor der Ungarischen Akademie der Wissenschaften enthüllt werden. Nach weiteren kleineren Arbeiten nahm József Engel 1889 zum letzten Mal an einer Werkeausstellung in Paris teil, auf der er ältere Skulpturen zeigte, zu denen auch die Eva gehörte.
Als József Engel starb, wurde er auf dem Jüdischen Friedhof in der Kozma utca (Kozma Straße) beigesetzt.

## Werkeauswahl
- Juno-Kopf, 1836
- Apollo-Kopf, 1838
- Amazonenkampf, um 1851

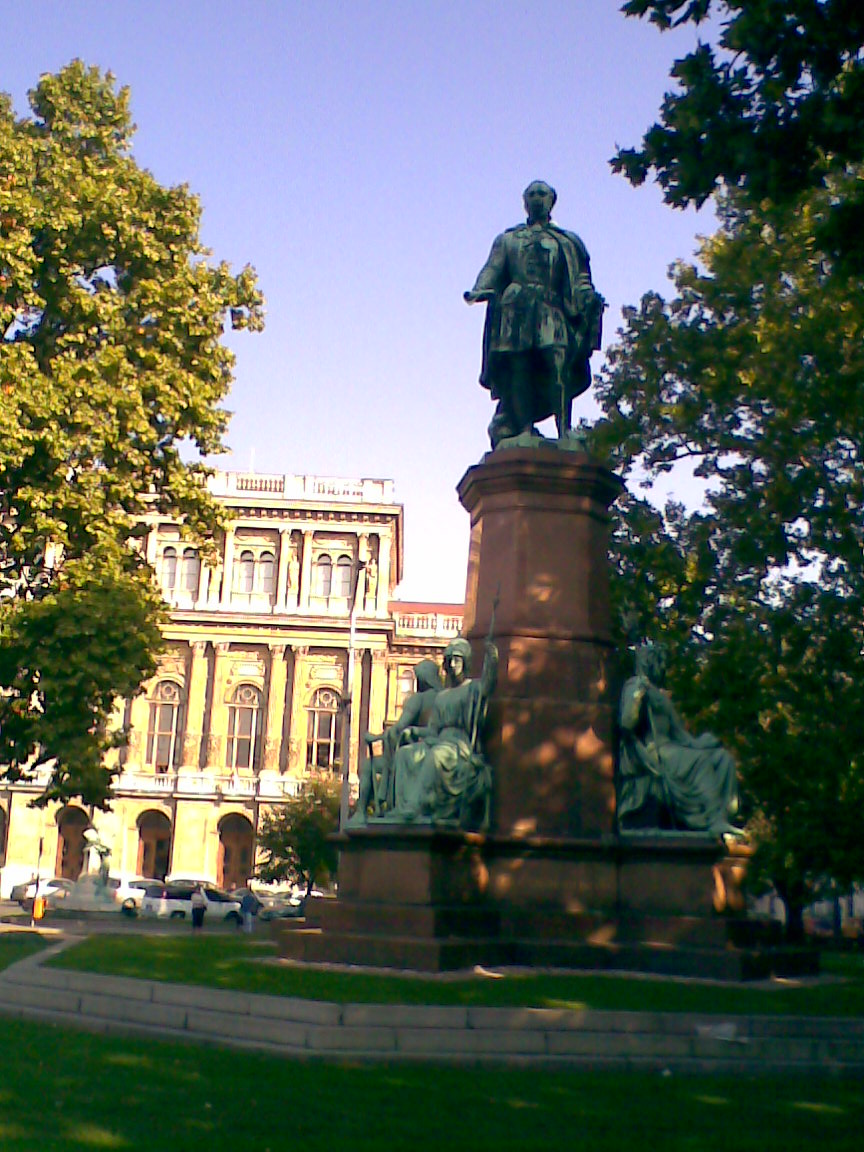
Széchenyi-Denkmal vor der Ungarischen Akademie der Wissenschaften, Budapest

- Kampf der Penthesilea mit Achilles, 1851
- Mädchen mit Tauben (die Unschuld), 1858, Orangerieschloss (Boullezimmer), Potsdam
- Eva, Ungarische Nationalgalerie Budapest (Magyar Nemzeti Galéria)
- Schlafender Amor, Nationalgalerie
- Junges Mädchen mit Amor, Nationalgalerie
- Statue des Feldmarschalls Franz Leopold von Nádasdy, 1866, Feldherrenhalle des Heeresgeschichtlichen Museums im Wiener Arsenal[3]
- Mädchen mit Tauben (die Unschuld), Nationalgalerie
- Denkmal des ungarischen Grafen István Széchenyi, 1880 fertiggestellt, Budapest
- Büste Pázmán, 1869
- Büste König Matthias Corvinus, 1871
- Büste Kaiserin Maria Theresia von Österreich, 1871
- Büsten der Schauspieler Kálmán Szerdahelyi und Frau Kántor, 1877, Nationaltheater Budapest